# 戴维·伽特森
戴维·伽特森（英語：David Guterson，1956年5月4日—）是美国小说家、诗人、记者和散文家，以长篇小说《雪落香杉树》而知名。

## 早年生活
戴维·伽特森于1956年5月4日出生在华盛顿州西雅图，父亲为刑事辩护律师穆雷·伽特森（Murray Guterson）。小时候，他就读于西雅图公立学校，之后在罗斯福高中读书。他后来进入华盛顿大学，并获得英国文学学士学位和创意写作硕士学位。伽特森也是古根海姆Fellow。

## 生涯
在从事职业写作前，伽特森在班布里治高中担任了10年的教师。他在当老师时开始在小杂志和期刊上发表文章和论文，后来向《时尚先生》、《運動畫刊》和《哈泼斯杂志》投稿。他的第一本书短篇小说集《The Country Ahead of Us, the Country Behind》于1989年出版，背景主要设定于太平洋西北地区。第二本书《Family Matters: Why Homeschooling Makes Sense》于1992年出版，是一本关于家庭和教育的随笔。他的第三本书，也是迄今为止最受欢迎的小说《雪落香杉树》于1994年出版。
伽特森的自由新闻文章包括环境问题、旅行写作和人性化故事。

## 作品
《雪落香杉树》（1994）是伽特森的成名作，他也因此荣获1995年笔会/福克纳小说奖。截至1999年，小说已售出近四百万册，并改编为1999年同名电影。电影由斯科特·希克斯执导，伊森·霍克、詹姆斯·克伦威尔、山姆·谢泼德和麥斯·馮·西度主演，并获得2000年奥斯卡金像奖的最佳摄影奖提名。
伽特森之后创作的小说有《East of the Mountains》（1999）、《Our Lady of the Forest》（2003）、《The Other》（2008）和《Ed King》（2011）。

## 个人生活
伽特森在23岁时与罗宾·伽特森（Robin Guterson）结婚，两人育有五个孩子。目前，他住在普吉特海湾的班布里治島。他还是作家组织Field's End的联合创始人。

## 书目
- The Country Ahead of Us, the Country Behind: Stories（1989）[5]
- Family Matters: Why Homeschooling Makes Sense（非小说）（1992）[1]
- 《雪落香杉树》（1994）[5]
- The Drowned Son（故事）（1996）[19]
- East of the Mountains（1999）[12]
- Our Lady of the Forest（2003）[13]
- The Other（2008）[14]
- Ed King（2011）[15]
- Songs for a Summons（诗歌）(2014年2月10日）[20]
- Problems with People: Stories（2014年6月3日）[5]